# Kuifibis
De kuifibis (Lophotibis cristata) is een vogel uit de familie Threskiornithidae (ibissen en lepelaars).

## Verspreiding en leefgebied
Deze soort is endemisch op Madagaskar en telt twee ondersoorten:
- Lophotibis cristata cristata: noordelijk en oostelijk Madagaskar.
- Lophotibis cristata urschi: zuidelijk en westelijk Madagaskar.

## Status
De grootte van de populatie wordt geschat op 10.000 vogels. Op de Rode lijst van de IUCN heeft deze soort de status gevoelig.